# Bassin d'Eferding
Le bassin d'Eferding est une plaine fertile située le long du Danube dans la Haute-Autriche, à l'ouest de Linz. La partie sud est connue sous le nom d'Eferdinger Landl. Le bassin est surtout connu pour son activité agricole.

## Géographie
Des deux côtés du Danube, la partie nord de la rive gauche appartient au Mühlviertel, tandis que les régions situées au sud appartiennent au Hausruckviertel.
Le bassin d'Eferding s'étend des deux côtés du Danube d'Aschach à l'ouest à Ottensheim à l'est, la plaine atteignant la plus grande extension nord-sud à peu près au milieu de ce tronçon. À l'ouest du sud du Danube, une partie de la plaine appartient à la commune d'Eferding.
La surface du bassin d'Eferding est d'environ 118,5 km2. La zone s'étend sur environ 17,5 km. La largeur varie entre 4 et 10 km. L'altitude moyenne est de 270 m. La zone la plus haute de la région se situe à l'extrémité ouest, à Aschach, à environ 280 m d'altitude. La zone la plus profonde à l’extrémité orientale, à 256 m d'altitude à Wilhering.
Le bassin est sur les districts d'Eferding, de Linz-Land et de Urfahr-Umgebung.
Le bassin d'Eferding appartient à la zone géologique des contreforts alpins.
Géologie et hydrographie
La pression exercée par les Alpes sur le massif de Bohême réduit l'espace et forme une baie dans la molasse du Tertiaire. Ce gisement, le Schlier, une roche sédimentaire schisteuse, est déposée par le Danube et remblayée de gravats derrière la vallée entre les hautes terres de Bohême et le Sauwald au cours de la dernière période glaciaire (glaciation de Würm), il est donc géologiquement attribuable à la terrasse alluviale. Les zones périphériques du plateau granitique d'Autriche (Südliche Mühlviertler Randlagen) et la région montagneuse de schlier de la région de la molasse (Inn- et Hausruckviertler Hügelland) forment un cadre de paysage du bassin en grande partie plat d'Eferding.
Le bassin du Danube a notamment comme affluents l'Innbach et le Pesenbach. Il est largement modifié avec la centrale hydroélectrique d'Ottensheim-Wilhering construit de 1970 à 1974.

## Histoire
Les premières habitations datent du Néolithique, de la Culture du lac de Mondsee.
Les inondations de juin 2013, qui touchent particulièrement 11 communes et comptent 30 000 habitants, aboutissent à l'adoption de mesures visant à prendre des mesures de protection contre les inondations sur le Danube en Autriche. Dans un premier temps, des zones de déclassement volontaire sont définies d'ici à 2015 afin de créer des espaces de rétention.

## Économie
Malgré sa petite superficie, le bassin d'Eferding a une activité agricole importante, en particulier dans la production de légumes. Il s’agit d’un endroit au climat favorable, avec une influence encore faible du climat pannonien, et est protégé, bien que relativement venteux, par les forêts du Sauwald et de Bohême avant le climat de transition d’Europe centrale riche en précipitations et les vents du nord polaire du Mühlviertel. Les concombres sont probablement le type de légumes le plus important, mais les asperges deviennent également de plus en plus importantes. De même, les salades et les fraises sont cultivées.